# Women's British Amateur Championship
Het Women's British Amateur Championship (Brits Amateurkampioenschap dames) is voor amateurs het belangrijkste golftoernooi van Europa. Het is vergelijkbaar met het Brits amateurkampioenschap voor heren. Buiten Europa is het US Women's Amateur Golf Championship het belangrijkste toernooi. 
De eerste editie was in 1893, het jaar waarin The Ladies' Golf Union werd opgericht. De formule is matchplay. Pas in 1924 werd het toernooi door een niet-Brit gewonnen. De prijs wordt de Pam Barton Silver Salver genoemd. De finaliste krijgt The Diana Fishwick Cup.
May Hezlett was 112 jaren lang de jongste winnares van het toernooi ooit. Zij won het op de leeftijd van 17 jaar en 13 dagen. Het nieuwe record staat op naam van Lauren Taylor, die Brits Amateur in 2011 werd op 16-jarige leeftijd. 
In februari 2011 werd de World Amateur Golf Ranking voor vrouwen gelanceerd in navolging van de WAGR voor heren, die toen vijf jaar bestond.

## Winnaars
| Jaar                                                                                              | Baan                               | Winnares                 | Score    | Finaliste                      |
| ------------------------------------------------------------------------------------------------- | ---------------------------------- | ------------------------ | -------- | ------------------------------ |
| 1893                                                                                              | Royal Lytham & St Annes Golf Club  | Lady Margaret Scott      | 7 & 5    | Issette Pearson                |
| 1894                                                                                              | Littlestone Golf Club              | Lady Margaret Scott      | 3 & 2    | Issette Pearson                |
| 1895                                                                                              | Royal Portrush Golf Club           | Lady Margaret Scott      | 5 & 4    | Emma M. Lythgoe                |
| 1896                                                                                              | Royal Liverpool Golf Club          | Amy Pascoe               | 3 & 2    | Lena Thomson                   |
| 1897                                                                                              | Gullane Golf Club                  | Edith C. Orr             | 4 & 2    | Theodora Orr                   |
| 1898                                                                                              | Great Yarmouth & Caister Golf Club | Lena Thomson             | 7 & 5    | Elinor C. Neville              |
| 1899                                                                                              | Royal County Down Golf Club        | May Hezlet               | 2 & 1    | Jesse Magill                   |
| 1900                                                                                              | Royal North Devon Golf Club        | Rhona Adair              | 6 & 5    | Isabel Neville                 |
| 1901                                                                                              | Aberdovey Golf Club                | Molly Graham             | 3 & 1    | Rhona Adair                    |
| 1902                                                                                              | Royal Cinque Ports Golf Club       | May Hezlet               | 19 holes | Elinor C. Neville              |
| 1903                                                                                              | Royal Portrush Golf Club           | Rhona Adair              | 4 & 3    | Florence Walker-Leigh          |
| 1904                                                                                              | Royal Troon Golf Club              | Lottie Dod               | 1 up     | May Hezlet                     |
| 1905                                                                                              | Royal Cromer Golf Club             | Bertha Thompson          | 3 & 2    | Maud E. Stuart                 |
| 1906                                                                                              | Burnham & Berrow Golf Club         | Alice Kennion            | 4 & 3    | Bertha Thompson                |
| 1907                                                                                              | Royal County Down Golf Club        | May Hezlet               | 2 & 1    | Florence Hezlet                |
| 1908                                                                                              | St Andrews Links                   | Maud Titterton           | 19 holes | Dorothy Campbell               |
| 1909                                                                                              | Royal Birkdale Golf Club           | Dorothy Campbell         | 4 & 3    | Florence Hezlet                |
| 1910                                                                                              | Royal North Devon Golf Club        | Elsie Grant Suttie       | 6 & 4    | Lily Moore                     |
| 1911                                                                                              | Royal Portrush Golf Club           | Dorothy Campbell         | 3 & 2    | Violet Hezlet                  |
| 1912                                                                                              | Turnberry                          | Gladys Ravenscroft       | 3 & 2    | Stella Temple                  |
| 1913                                                                                              | Royal Lytham & St Annes Golf Club  | Muriel Dodd }            | 8 & 6    | Evelyn Chubb                   |
| 1914                                                                                              | Hunstanton Golf Club               | Cecil Leitch             | 2 & 1    | Gladys Ravenscroft             |
| 1915-1919: Geen toernooi wegens de Eerste Wereldoorlog 1919: Geen toernooi wegens spoorwegstaking |                                    |                          |          |                                |
| 1920                                                                                              | Royal County Down Golf Club        | Cecil Leitch             | 7 & 6    | Molly Griffiths                |
| 1921                                                                                              | Turnberry                          | Cecil Leitch             | 4 & 3    | Joyce Wethered                 |
| 1922                                                                                              | Royal St George's Golf Club        | Joyce Wethered           | 9 & 7    | Cecil Leitch                   |
| 1923                                                                                              | Burnham & Berrow Golf Club         | Doris Chambers           | 2 up     | Muriel Dodd Macbeth            |
| 1924                                                                                              | Royal Portrush Golf Club           | Joyce Wethered           | 7 & 6    | F. Cautley                     |
| 1925                                                                                              | Royal Troon Golf Club              | Joyce Wethered           | 37 holes | Cecil Leitch                   |
| 1926                                                                                              | Royal St David's Golf Club         | Cecil Leitch             | 8 & 7    | Marjorie Ross Garon            |
| 1927                                                                                              | Royal County Down Golf Club        | Simone de la Chaume      | 5 & 4    | Dorothy Pearson                |
| 1928                                                                                              | Hunstanton Golf Club               | Nanette le Blan          | 3 & 2    | S. Marshall                    |
| 1929                                                                                              | St Andrews Links                   | Joyce Wethered           | 3 & 1    | Glenna Collett-Vare            |
| 1930                                                                                              | Formby Golf Club                   | Diana Fishwick           | 4 & 3    | Glenna Collett-Vare            |
| 1931                                                                                              | Portmarnock Golf Club              | Enid Wilson              | 7 & 6    | Wanda Morgan                   |
| 1932                                                                                              | Saunton Golf Club                  | Enid Wilson              | 7 & 6    | Clem Purvis-Russell-Montgomery |
| 1933                                                                                              | Gleneagles                         | Enid Wilson              | 5 & 4    | Diana Plumpton                 |
| 1934                                                                                              | Royal Porthcawl Golf Club          | Helen Holm               | 6 & 5    | Pamela Barton                  |
| 1935                                                                                              | Royal County Down Golf Club        | Wanda Morgan             | 3 & 2    | Pamela Barton                  |
| 1936                                                                                              | Southport and Ainsdale Golf Club   | Pamela Barton            | 5 & 3    | Bridgett Newell                |
| 1937                                                                                              | Turnberry                          | Jessie Anderson          | 6 & 4    | Dorothy Park                   |
| 1938                                                                                              | Burnham & Berrow Golf Club         | Helen Holm               | 4 & 3    | Elsie Corlett                  |
| 1939                                                                                              | Royal Portrush Golf Club           | Pamela Barton            | 2 & 1    | Mrs. T Marks                   |
| 1940-1945: geen toernooi wegens de Tweede Wereldoorlog                                            |                                    |                          |          |                                |
| 1946                                                                                              | Hunstanton Golf Club               | Jean Hetherington        | 1 up     | Philomena Garvey               |
| 1947                                                                                              | Gullane Golf Club                  | Babe Zaharias            | 5 & 4    | Jacqueline Gordon              |
| 1948                                                                                              | Royal Lytham & St Annes Golf Club  | Louise Suggs             | 1 up     | Jean Donald                    |
| 1949                                                                                              | Royal St David's Golf Club         | Frances Stephens         | 5 & 4    | Valerie Reddan                 |
| 1950                                                                                              | Royal County Down Golf Club        | Vicomtesse de St Sauveur | 3 & 2    | Jessie Valentine               |
| 1951                                                                                              | Broadstone Golf Club               | Catherine MacCann        | 4 & 3    | Frances Stephens               |
| 1952                                                                                              | Royal Troon Golf Club              | Moira Paterson           | 39 holes | Frances Stephens               |
| 1953                                                                                              | Royal Porthcawl Golf Club          | Marlene Stewart          | 7 & 6    | Philomena Garvey               |
| 1954                                                                                              | Ganton Golf Club                   | Frances Stephens         | 4 & 3    | Elizabeth Price                |
| 1955                                                                                              | Royal Portrush Golf Club           | Jessie Valentine         | 7 & 6    | Barbara Romack                 |
| 1956                                                                                              | Sunningdale Golf Club              | Wiffi Smith              | 8 & 7    | Mary Patton Janssen            |
| 1957                                                                                              | Gleneagles                         | Philomena Garvey         | 4 & 3    | Jessie Valentine               |
| 1958                                                                                              | Hunstanton Golf Club               | Jessie Valentine         | 1 up     | Elizabeth Price                |
| 1959                                                                                              | Royal Ascot Golf Club              | Elizabeth Price          | 37 holes | Belle McCorkindale             |
| 1960                                                                                              | Royal St David's Golf Club         | Barbara McIntire         | 4 & 2    | Philomena Garvey               |
| 1961                                                                                              | Carnoustie Golf Links              | Marley Spearman          | 7 & 6    | Diane J. Robb                  |
| 1962                                                                                              | Royal Birkdale Golf Club           | Marley Spearman          | 1 up     | Angela Bonallack               |
| 1963                                                                                              | Royal County Down Golf Club        | Brigitte Varangot        | 3 & 1    | Philomena Garvey               |
| 1964                                                                                              | Royal St George's Golf Club        | Carol Sorenson           | 37 holes | Bridget Jackson                |
| 1965                                                                                              | St Andrews Links                   | Brigitte Varangot        | 4 & 3    | Belle Robertson                |
| 1966                                                                                              | Ganton Golf Club                   | Elizabeth Chadwick       | 3 & 2    | Vivien Saunders                |
| 1967                                                                                              | Royal St David's Golf Club         | Elizabeth Chadwick       | 1 up     | Mary Everard                   |
| 1968                                                                                              | Walton Heath Golf Club             | Brigitte Varangot        | 20 holes | Claudine Clos-Rubin            |
| 1969                                                                                              | Royal Portrush Golf Club           | Catherine Lacoste        | 1 up     | Ann Irvin                      |
| 1970                                                                                              | Gullane Golf Club                  | Dinah Oxley              | 1 up     | Belle Robertson                |
| 1971                                                                                              | Alwoodley Golf Club                | Mickey Walker            | 3 & 1    | Beverly Huke                   |
| 1972                                                                                              | Hunstanton Golf Club               | Mickey Walker            | 2 up     | Claudine Clos-Rubin            |
| 1973                                                                                              | Carnoustie Golf Links              | Ann Irvin                | 3 & 2    | Mickey Walker                  |
| 1974                                                                                              | Royal Porthcawl Golf Club          | Carol Semple             | 2 & 1    | Angela Bonallack               |
| 1975                                                                                              | St Andrews Links, Old COurse       | Nancy Roth Syms          | 3 & 2    | Suzanne Cadden                 |
| 1976                                                                                              | Silloth on Solway Golf Club        | Cathy Panton             | 1 up     | Alison Sheard                  |
| 1977                                                                                              | Hillside Golf Club                 | Angela Uzielli           | 6 & 5    | Vanessa Marvin                 |
| 1978                                                                                              | Notts Golf Club                    | Edwina Kennedy           | 1 up     | Julia Greenhalgh               |
| 1979                                                                                              | Nairn Golf Club                    | Maureen Madill           | 2 & 1    | Jane Lock                      |
| 1980                                                                                              | Woodhall Spa                       | Anne Quast Sander        | 3 & 1    | Liv Wollin                     |
| 1981                                                                                              | Conwy Golf Club                    | Belle Robertson          | 20 holes | Wilma Aitken                   |
| 1982                                                                                              | Walton Heath Golf Club             | Kitrina Douglas          | 4 & 2    | Gillian Stewart                |
| 1983                                                                                              | Silloth on Solway Golf Club        | Jill Thornhill           | 4 & 2    | Regina Lautens                 |
| 1984                                                                                              | Royal Troon Golf Club              | Jody Rosenthal           | 4 & 3    | Julie Brown                    |
| 1985                                                                                              | Ganton Golf Club                   | Lillian Behan            | 1 up     | Claire Waite                   |
| 1986                                                                                              | West Sussex Golf Club              | Marnie McGuire           | 2 & 1    | Louise Briers                  |
| 1987                                                                                              | Royal St David's Golf Club         | Janet Collingham         | 19 holes | Susan Shapcott                 |
| 1988                                                                                              | Royal Cinque Ports Golf Club       | Joanne Furby             | 4 & 3    | Jule Wade Hall                 |
| 1989                                                                                              | Royal Liverpool Golf Club          | Helen Dobson             | 6 & 5    | Elaine Farquharson-Black       |
| 1990                                                                                              | Dunbar Golf Club                   | Julie Wade Hall          | 3 & 2    | Helen Wadsworth                |
| 1991                                                                                              | Pannal Golf Club                   | Valérie Michaud          | 3 & 2    | Wendy Doolan                   |
| 1992                                                                                              | Saunton Golf Club                  | Pernille Pedersen        | 1 up     | Joanne Morley                  |
| 1993                                                                                              | Royal Lytham & St Annes Golf Club  | Catriona Lambert         | 3 & 2    | Kirsty Speak                   |
| 1994                                                                                              | Newport Golf Club                  | Emma Duggleby            | 3 & 1    | Cecilia Mourgue D'Algue        |
| 1995                                                                                              | Royal Portrush Golf Club           | Julie Wade Hall          | 3 & 2    | Kristel Mourgue D'Algue        |
| 1996                                                                                              | Royal Liverpool Golf Club          | Kelli Kuehne             | 5 & 3    | Becky Morgan                   |
| 1997                                                                                              | Cruden Bay Golf Club               | Alison Rose              | 4 & 3    | Mhairi McKay                   |
| 1998                                                                                              | Little Aston Golf Club             | Kim Rostron              | 3 & 2    | Gwladys Nocera                 |
| 1999                                                                                              | Royal Birkdale Golf Club           | Marine Monnet            | 1 up     | Rebecca Hudson                 |
| 2000                                                                                              | Royal Birkdale Golf Club           | Rebecca Hudson           | 5 & 4    | Emma Duggleby                  |
| 2001                                                                                              | Ladybank Golf Club                 | Marta Prieto             | 4 & 3    | Emma Duggleby                  |
| 2002                                                                                              | Ashburnham Golf Club               | Rebecca Hudson           | 5 & 4    | Lindsey Wright                 |
| 2003                                                                                              | Lindrick Golf Club                 | Elisa Serramia           | 2 up     | Pia Odefey                     |
| 2004                                                                                              | Gullane Golf Club                  | Louise Stahle            | 4 & 2    | Anna Highgate                  |
| 2005                                                                                              | Littlestone Golf Club              | Louise Stahle            | 3 & 2    | Claire Coughlan                |
| 2006                                                                                              | Royal County Down Golf Club        | Belen Mozo               | 3 & 1    | Anna Nordqvist                 |
| 2007                                                                                              | Alwoodley Golf Club                | Carlota Ciganda          | 4 & 3    | Anna Nordqvist                 |
| 2008                                                                                              | North Berwick West Links           | Anna Nordqvist           | 3 & 2    | Caroline Hedwall               |
| 2009                                                                                              | Royal St David's Golf Club         | Azahara Muñoz            | 2 & 1    | Carlota Ciganda                |
| 2010                                                                                              | Ganton Golf Club                   | Kelly Tidy               | 2 & 1    | Kelsey MacDonald               |
| 2011                                                                                              | Royal Portrush Golf Club           | Lauren Taylor            | 6 &5     | Alexandra Bonetti              |
| 2012                                                                                              | Carnoustie Golf Club               |                          |          |                                |